# Chemin de la Côte-Saint-Luc
Le chemin de la Côte-Saint-Luc est une rue de Montréal.

## Description

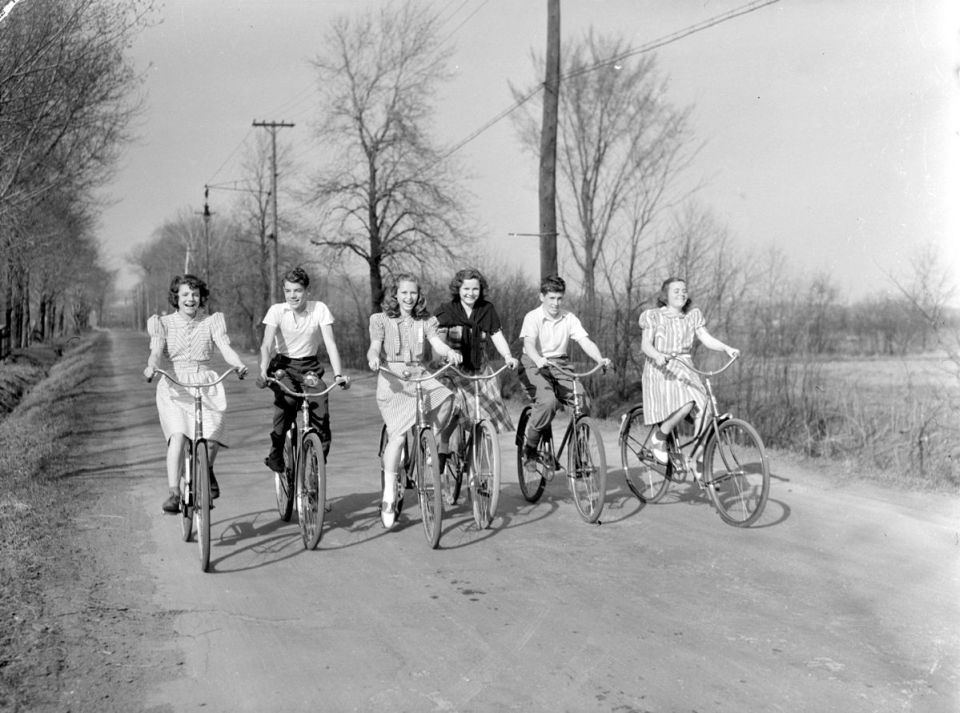
Jeunes faisant du vélo sur le chemin de la Côte-Saint-Luc à Côte-Saint-Luc en 1942

D'orientation est-ouest qui mène à Côte-Saint-Luc, cette rue débute à l'est à la limite de la Ville de Westmount où la voie porte le nom de « The Boulevard ». Par la suite, elle est la frontière entre l'arrondissement et Hampstead à l'ouest du Boulevard Décarie. Puis elle devient la limite entre la municipalité de Côte-Saint-Luc et l'arrondissement Côte-des-Neiges–Notre-Dame-de-Grâce. Elle finit son parcours au club de golf Meadowbrook, près de la ligne de chemin de fer Saint-Jérôme.